# Bogatnik
Bogatnik je naselje u sjevernoj Dalmaciji, koje pripada gradu Obrovcu, u Zadarskoj županiji. 

## Povijest
Bogatnik se od 1991. do 1995. godine nalazio pod srpskom okupacijom, tj. bio je u sastavu samoproglašene SAO Krajine.

## Stanovništvo
Prema popisu stanovništva iz 2011. godine Bogatnik je imao 131 stanovnika.
Prema popisu stanovništva iz 2001. godine Bogatnik je imao 74 stanovnika.
Prema popisu iz 1991. godine, Bogatnik je imao 470 stanovnika.
| broj stanovnika |       |       | 343   | 361   | 451   | 543   |       | 355   | 601   | 592   | 581   | 531   | 482   | 470   | 74    | 131   | 120   |
|                 | 1857. | 1869. | 1880. | 1890. | 1900. | 1910. | 1921. | 1931. | 1948. | 1953. | 1961. | 1971. | 1981. | 1991. | 2001. | 2011. | 2021. |

## Kultura
U mjestu djeluje KUD Žegar, koji izvodi groktanje, oblik ojkanja.